# Димитър Икономов (Ловча)
Вижте пояснителната страница за други личности с името Димитър Икономов.
Димитър Иванов Икономов с псевдоними Осман и Орфо е български революционер, деец на Вътрешната македоно-одринска революционна организация и на Българския земеделски народен съюз.

## Биография
Димитър Икономов е роден в 1873 година в драмското село Ловча, което тогава е в Османската империя. Завършва прогимназия Неврокоп. Учи в Сярското, а в 1899 година завършва българското педагогическо училище в Скопие, в което влиза във ВМОРО. В 1900 година е учител в село Сърбиново и участва в аферата „Мис Стоун“ в 1901 г. В 1902 година е учител в Старчища. В 1903 година е затворен в Еди куле в Солун след Балдевската афера. След освобождаването му на следната година става член на Неврокопския околийски революционен комитет и е началник на околийската милиция. В 1906 година е делегат на Втория конгрес на Серския революционен окръг и става член на Серския окръжен революционен комитет. Действа с чета от 4 – 5 души като помощник войвода на неврокопския районен войвода Петър Милев.
След Младотурската революция в 1908 година участва като член на Народна федеративна партия (българска секция) в похода на Яне Сандански към Цариград при потушаване на антиконституционния преврат през април 1909 година.
Участва в Балканската война в 1912 година като служи в четата на Тодор Паница и в Нестроевата рота на 15 щипска дружина на Македоно-одринското опълчение. След Междусъюзническата война се заселва в Неврокоп и е сред основателите на земеделската дружба в града. В Първата световна война участва като разузнавач. След демобилизацията се установява в Неврокоп.
Става деец на Временното представителство на бившата ВМОРО. Активен деец е на БЗНС. В 1920 година е избран за кмет на града. Той е сред основателите на тютюневата кооперация в града. Убит е през август 1922 година от дейци на влязлата в конфликт с БЗНС Вътрешна македонска революционна организация.